# Sidro
Sidro je težka kovinska priprava, navadno s kavlji, ki se spusti, da se plovilo obdrži na določenem mestu. Sidro preprečuje premikanje plovila zaradi vetra in/ali morskih tokov. Sidro se po navadi spusti na morsko dno, sidro sicer deluje tudi na globokih vodah na odprtem morju - velika teža in velika dolžina vrvi (verige) preprečujeta premikanje plovila.